# Carl Magnus Schoerbing
Carl Magnus Schoerbing, född den 4 augusti 1754 i Bohuslän, död den 9 februari 1829 i Stockholm, var en svensk ämbetsman och skriftställare.
Schoerbing blev kanslist i Utrikesexpeditionen 1788, kommissionssekreterare i Regensburg 1790, sekreterare i kanslipresidentens byrå 1805 och expeditionssekreterare i
Kanslistyrelsen 1810 samt erhöll 1819 kansliråds titel. Han tog avsked 1825. Schoerbing gjorde sig mest känd som ekonomisk skriftställare. I några 1809 utgivna broschyrer, bland annat Wälmenande tankar öfver det naturligaste beskattningssätt, pläderar han med upptagande av naturrättsliga och fysiokratiska tankegångar för en
genomgripande reform av det svenska beskattningssystemet. Starkt intresserad av lantbrukets förkovran utgav Schoerbing vidare Samling af främmande nationers erfarenhet uti de hufvudsakeligaste delar af landtmanna-göromålen vid den yttre och inre hushållningen (1–3, 1821) och Nya upptäckter för svenska jordbrukare af alla stånd (1829). Dessutom redigerade han tidskriften Journal öfver svensk statistik och allmän hushållning, vilken utkom januari–juli 1816. Bekant är även Scholanders Samling af de äldsta folkslagens religions-urkunder (1–2, 1820), som innehåller sammandrag och översättningar ur flera andra arbeten och närmast var avsedd som en översikt för studerande ungdom.